# Misiune: Imposibilă (film)
Misiune: Imposibilă (1996, Mission: Impossible) este un film de acțiune regizat de Brian De Palma, fiind primul din seria Misiune: Imposibilă.

## Prezentare
Ethan Hunt este acuzat de asasinarea unor colegi agenți ai IMF în timpul unei misiuni eșuate la Ambasada din Praga. De asemenea, mai este acuzat pe nedrept că a vândut secrete de stat unui misterios criminal internațional cunoscut doar ca „Max”.

## Actori/Roluri
| Actor                | Personaj         |           |
| -------------------- | ---------------- | --------- |
| Tom Cruise           | Ethan Hunt       | Agent IMF |
| Jon Voight           | Jim Phelps       |           |
| Emmanuelle Béart     | Claire Phelps    |           |
| Henry Czerny         | Eugene Kittridge |           |
| Jean Reno            | Franz Krieger    |           |
| Ving Rhames          | Luther Stickell  |           |
| Kristin Scott Thomas | Sarah Davies     |           |
| Vanessa Redgrave     | „Max”            |           |